# Stará Ves (okres Přerov)
Stará Ves (německy Altendorf) je obec v jihovýchodní části okresu Přerov. Leží osm kilometrů jihovýchodně od Přerova. Jedná se o nejjižněji položenou obec v okresu Přerov. Žije v ní 610 obyvatel a její katastrální výměra činí 932 ha. Dominantou vesnice je novogotický kostel Nanebevzetí Panny Marie s šedesát metrů vysokou věží. Jádro obce bylo prohlášeno vesnickou památkovou zónou. Nad vesnicí na Holém kopci (360 metrů) se nachází televizní retranslační stanice.

## Název
Přívlastek Stará v názvu vesnice podle lidového výkladu odkazuje na starší sídlo, které bylo zničeno a později obnoveno. V historických pramenech se jméno vsi objevuje ve tvarech: Altendof (1261), Aldendorph (1267), v Stary Wsi (1651), Altendorff (1676), Staro-Vesensis (1691), Altendorff (1718), Altendorf (1751) a Stará Ves (1881 a 1924).

## Historie
První písemná zmínka o vesnici pochází z 25. května 1261, kdy český král Přemysl Otakar II. věnoval olomouckému biskupovi Brunovi ze Schauenburku Újezd Hulský a dědiny Praweziz, Nemeziz a Altendorf (Pravčice, Němčice a Stará Ves).

## Obyvatelstvo
|           | 1642 | 1755 | 1794 | 1834 | 1869 | 1880 | 1890 | 1900 | 1910 | 1921 | 1930 | 1950 | 1961 | 1970 | 1980 | 1991 | 2014 |
| --------- | ---- | ---- | ---- | ---- | ---- | ---- | ---- | ---- | ---- | ---- | ---- | ---- | ---- | ---- | ---- | ---- | ---- |
| Obyvatelé | ?    | ?    | 645  | 552  | 712  | 732  | 772  | 804  | 921  | 892  | 911  | 785  | 802  | 754  | 658  | 540  | 629  |
| Domy      | 42   | 66   | 92   | 115  | 116  | 123  | 126  | 132  | 142  | 152  | 186  | 195  | 193  | 193  | 182  | 174  | 241  |

## Doprava
Územím obce prochází dálnice D1 a silnice II/490 v úseku Říkovice–Holešov. Do obce vede ještě silnice III/4901 Přestavlky – Stará Ves.

## Pamětihodnosti
Od roku 1995 má historické jádro vesnice status vesnické památkové zóny, jejímž cílem je ochránit původní návesní sídlo s dochovanými obytnými budovami a dominantou kostela.
- Kostel Nanebevzetí Panny Marie – Novogotická stavba z let 1879–1884, postavená podle projektu Gustava Meretty. Jde o jednolodní kostel s příčnou chrámovou lodí, polygonálně ukončeným presbytářem a věží. Kostel je zaklenut křížovou klenbou. V roce 2000 byl prohlášen za nemovitou kulturní památku.
- Fara – Postavena roku 1900 v historizujícím stylu s prvky secese. Objekt má členitý obdélný půdorys a valbovou střechu.
- Kaple Panny Marie v lese Dubina. Podle tradice stojí na místě, kde během třicetileté války vytryskl ze země pramen, který zachránil život zraněnému a vyčerpanému vojákovi. Klasicizující a barokizující objekt z let 1873–1874. Stavba na obdélném půdorysu s půlkruhovým zakončením, umístěná v mírném svahu. V roce 2004 prohlášena za památkově chráněný objekt.
- Svatá studánka (místně označována jako Svatá studýnka) poblíž kaple; obezděné místo vývěru pramene
- Do severní části správního území obce zasahuje přírodní památka Přestavlcký les.

## Galerie

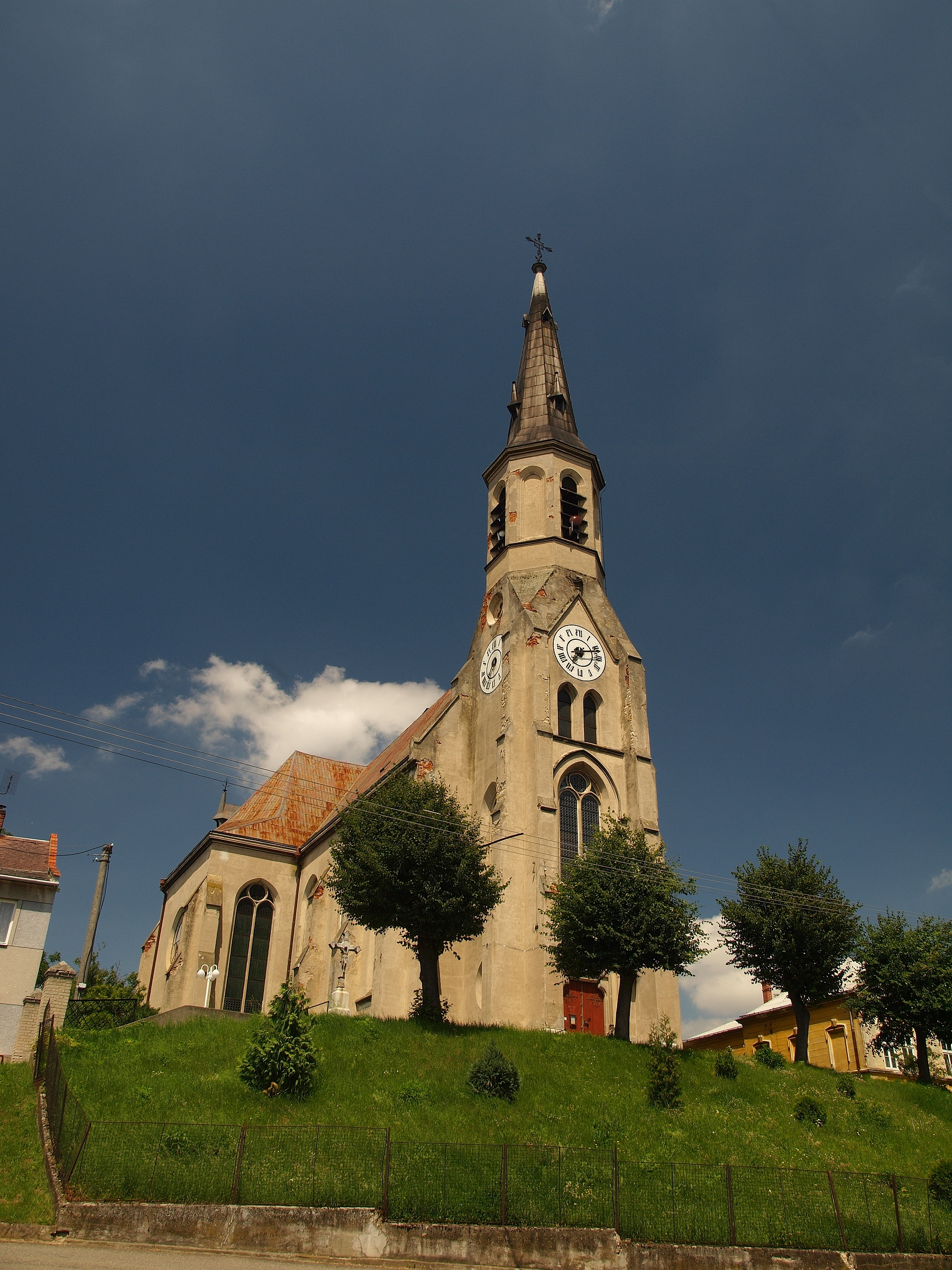
kostel
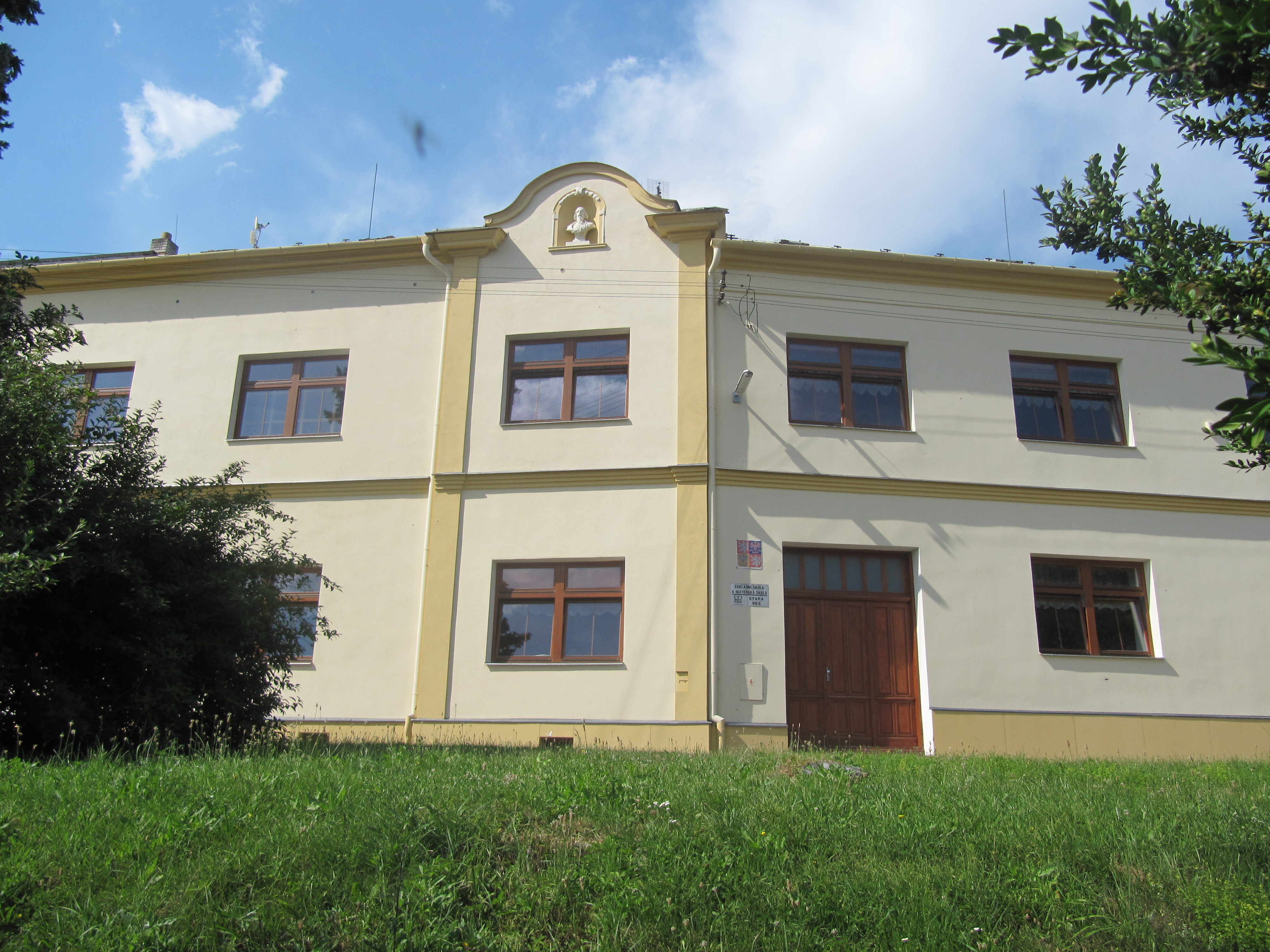
škola
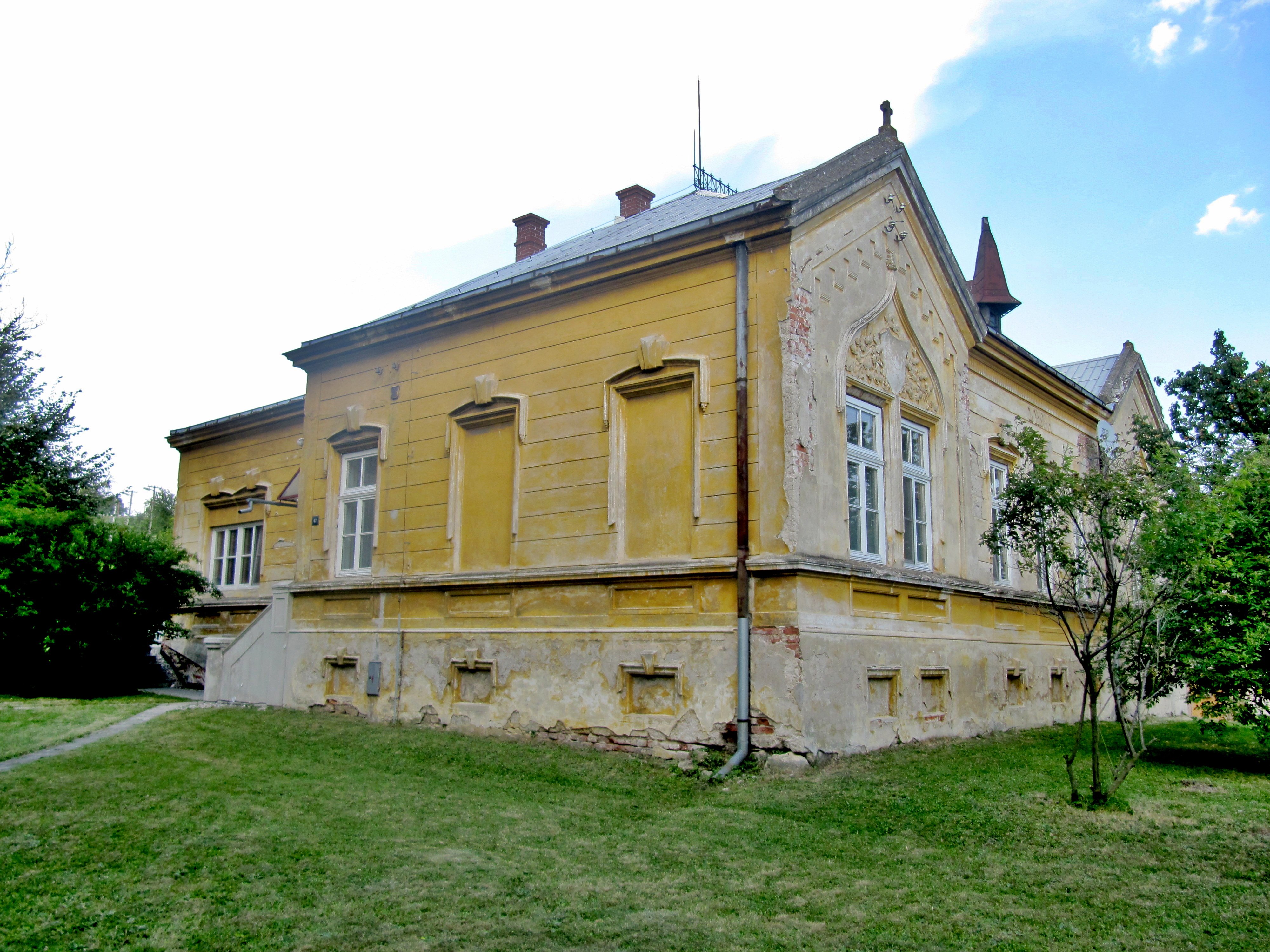
secesní fara
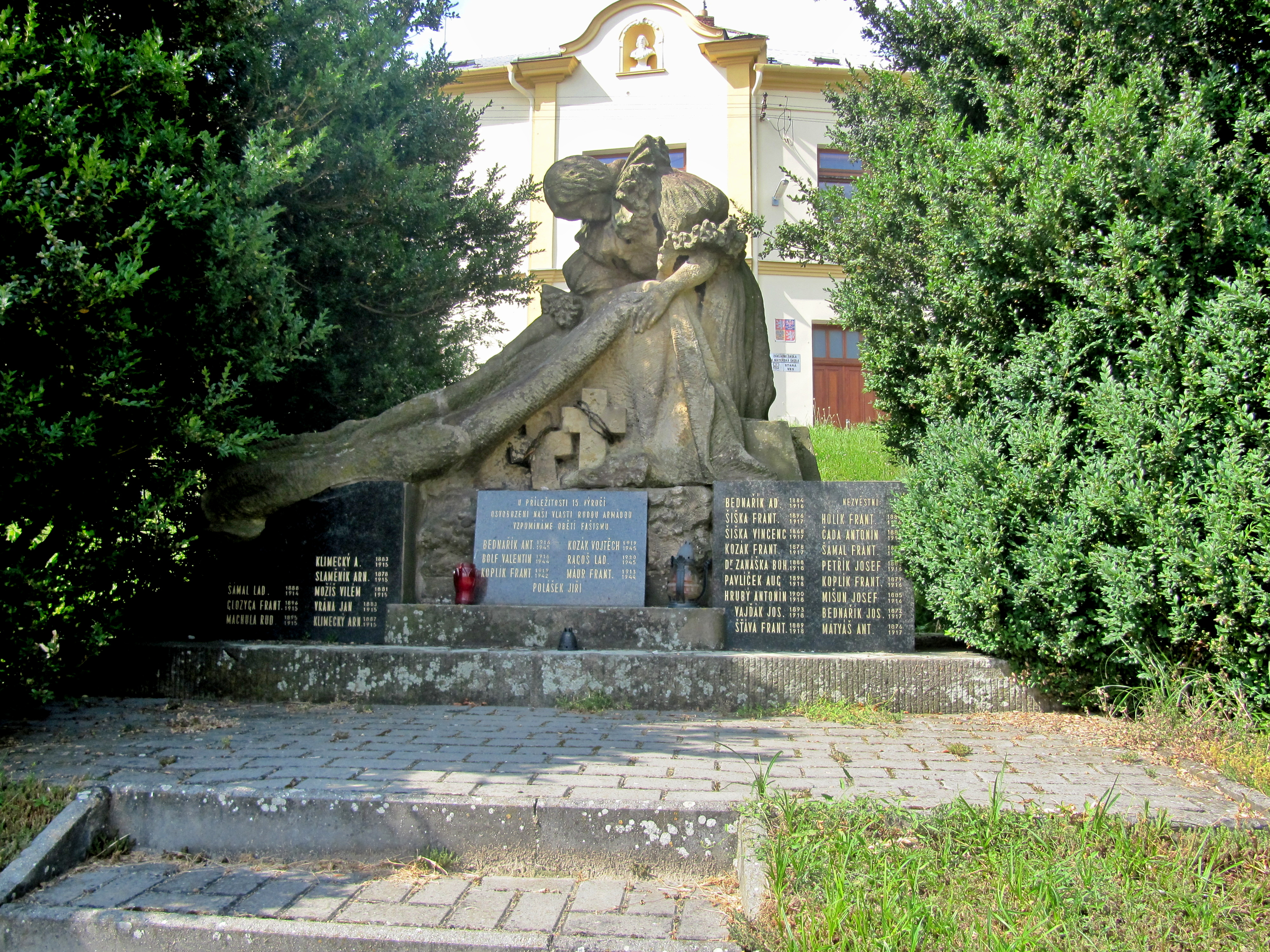
pomník padlým